# Mauro Formica
Mauro Abel Formica (Rosário, 4 de abril de 1988) é um futebolista argentino que atua como meia-atacante. Atualmente joga pelo Newell's Old Boys.

## Carreira
Estreou pelo Newell's Old Boys em 2006 em uma partida contra o Club Atlético Colón onde terminou em 1x1. Seu primeiro gol pelo Newell's Old Boys foi contra o Racing
Somente no Clausura 2009, ele se tornou titular absoluto dos "lepra", só perdeu quatro jogos devido a uma pequena lesão. Neste torneio, ele marcou seis vezes em 15 jogos.
É notável por sua técnica, drible e velocidade, e também tem um grande chute de meia-distância.
Ele foi convocado por Maradona para participar de um amistoso com a Argentina contra o Panamá. Infelizmente, devido a uma lesão que ele sofreu, ele não pode comparecer.
Em 2011, Formica foi contratado pelo Blackburn Rovers.
Em 2013, foi emprestado ao Palermo, da Itália.

## Títulos
Cruz Azul
- Liga dos Campeões da CONCACAF: 2013–14